# Grallaricula cucullata
El ponchito encapuchado, ponchito cabecicastaño (en Venezuela) o tororoi cabecirrufo (en Colombia) (Grallaricula cucullata), es una especie de ave paseriforme de la familia Grallariidae, perteneciente al género Grallaricula, anteriormente incluida en la familia Formicariidae. Es nativo de los Andes de Colombia y noroeste de Venezuela.

## Distribución y hábitat
Se distribuye por los Andes centrales y orientales de Colombia y del noroeste de Venezuela.
Esta especie es considerada aparentemente rara y local en su hábitat natural: el sotobosque de las áreas más abiertas del bosque nuboso de los Andes, principalmente entre los 1800 y 2550 m de altitud.

## Descripción
Mide 10,2 cm de longitud. La cabeza y la garganta son de color anaranjado y el resto del plumaje es una mezcla de marrón y gris, con una media luna blanca en la parte inferior del cuello. El pico es anaranjado.

## Estado de conservación
Esta especie ha sido calificada como vulnerable, por la Unión Internacional para la Conservación de la Naturaleza (IUCN) debido a que su pequeña población total, estimada en 2500 a 10000 individuos, y su área de distribución limitada a unos pocos locales dispersos, se encuentran en decadencia debido a la deforestación y la conversión para plantaciones y ganadería. Sin embargo, ha sido recientemente localizada en varios locales entre los antiguos sitios, y, si esta tendencia se confirma, no se calificaría más como vulnerable.

### Acciones de conservación
El ponchito encapuchado ocurre en áreas protegidas en Colombia como el parque nacional natural Cueva de los Guácharos (donde es numeroso), el Parque regional Ucumarí, el parque nacional natural Tatamá, el parque nacional natural Cordillera de los Picachos y el Santuario de fauna y flora Otún Quimbaya; puede también ocurrir en el parque nacional Natural Farallones de Cali. En Venezuela se encuentra en el parque nacional El Tamá.

## Subespecies

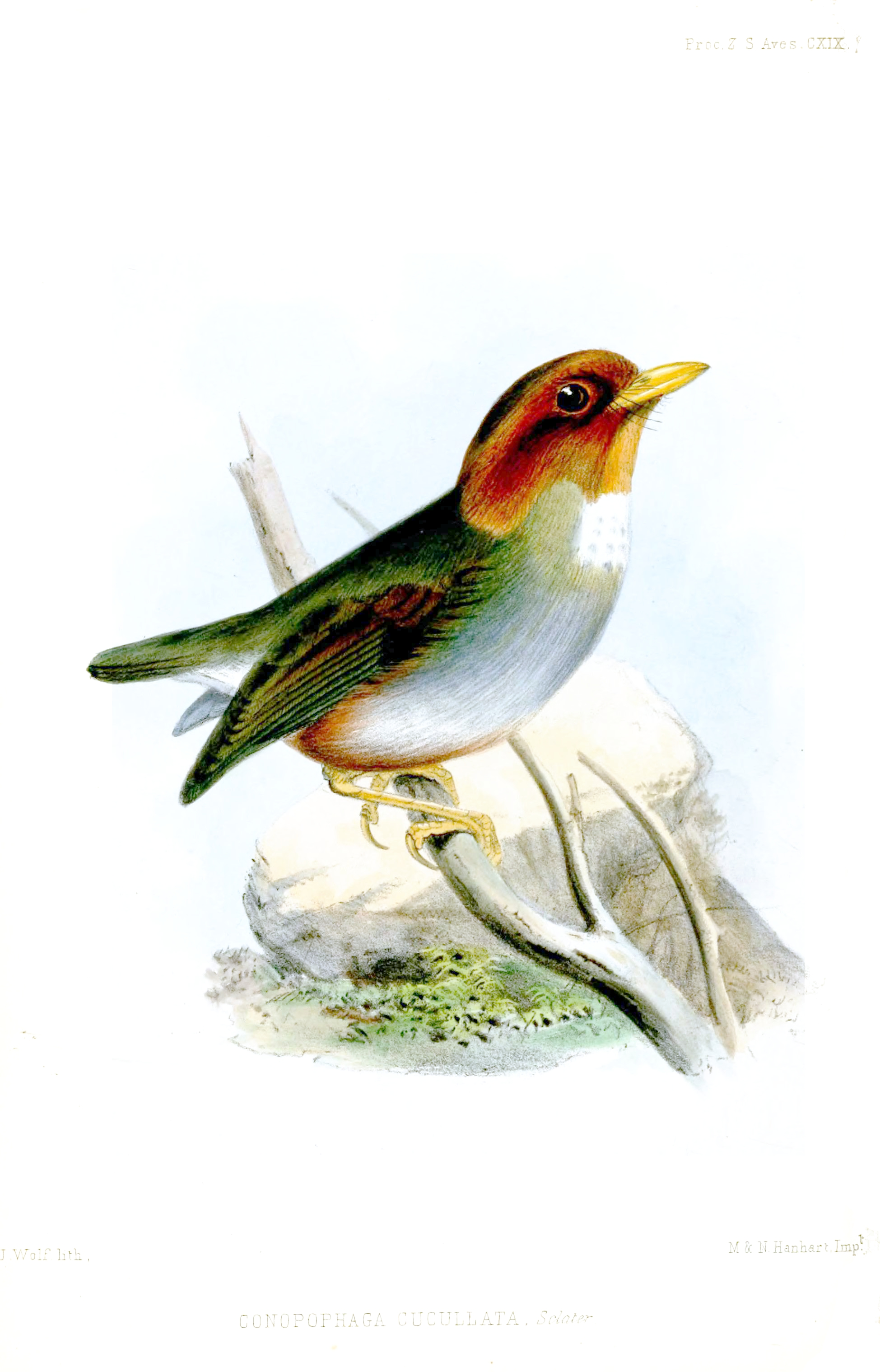
Conopophaga cucucllata = Grallaricula cucullata, ilustración de Joseph Wolf para Proceedings of the Zoological Society of London, 1856.

Según la clasificación del Congreso Ornitológico Internacional (IOC) (Versión 6.2, 2016)  y Clements Checklist v.2015,  se reconocen 2 subespecies, con su correspondiente distribución geográfica:
- Grallaricula cucullata cucullata (Sclater, 1856 - Andes occidentales de Colombia (oeste de Cali); en la pendiente occidental de la Cordillera Central (en Antioquia, Risaralda y Valle del Cauca), y en la pendiente occidental de la cordillera oriental (en Huila en la cabecera del valle del Magdalena; presumiblemente también más al norte.
- Grallaricula cucullata venezuelana Phelps, WH & Phelps, WH Jr., 1956 - noroeste de Venezuela (suroeste de Táchira) y centro de Colombia (este de Cundinamarca).